# Gănești (okręg Vâlcea)
Gănești – wieś w Rumunii, w okręgu Vâlcea, w gminie Lăcusteni. W 2011 roku liczyła 381 mieszkańców.